# Liujiahe (köpinghuvudort i Kina, Liaoning Sheng, lat 40,67, long 123,98)
Liujiahe är en köpinghuvudort i Kina. Den ligger i provinsen Liaoning, i den nordöstra delen av landet, omkring 130 kilometer söder om provinshuvudstaden Shenyang. Antalet invånare är 19 687. Befolkningen består av 9 550 kvinnor och 10 137 män. Barn under 15 år utgör 13,0 %, vuxna 15-64 år 75 %, och äldre över 65 år 11,0 %.
Runt Liujiahe är det ganska tätbefolkat, med 93 invånare per kvadratkilometer. Närmaste större samhälle är Tongyuanpu, 14,6 km norr om Liujiahe. Omgivningarna runt Liujiahe är en mosaik av jordbruksmark och naturlig växtlighet.
Genomsnittlig årsnederbörd är 1 333 millimeter. Den regnigaste månaden är juli, med i genomsnitt 430 mm nederbörd, och den torraste är januari, med 11 mm nederbörd.